# Physiologischer Brennwert
Der physiologische Brennwert von Lebensmitteln gibt die Spezifische Energie bzw. die Energiedichte an, die bei deren Verstoffwechselung (Zellatmung) im Körper eines Organismus verfügbar gemacht werden kann. Der energetische Aufwand, den der Körper hierfür andererseits betreiben muss, bleibt dabei unberücksichtigt; es handelt sich also um Bruttowerte. Der physiologische Brennwert ist im Allgemeinen geringer als der physikalische Brennwert bei vollständiger Verbrennung.
Für Lebensmittel ist im Warenverkehr der EU die Lebensmittel-Informationsverordnung (LMIV) seit 13. Dezember 2014 verbindlich anzuwenden. Danach muss der Energiegehalt von Lebensmitteln sowohl in der SI-Einheit Kilojoule (kJ) als auch in der eigentlich veralteten Maßeinheit Kilokalorie (kcal), jeweils bezogen auf 100 g bzw. 100 ml, angegeben werden. Die früher gültige EU-Richtlinie zur Nährwertkennzeichnung (1990) ist somit von der Lebensmittel-Informationsverordnung (LMIV) abgelöst.

## Bestimmung physiologischer Brennwerte
In der Praxis stellt sich die Frage, wie bei Produkten des täglichen Verbrauchs Brennwerte bestimmt werden können. Zur Bestimmung des thermodynamischen Brennwerts wird ein Bombenkalorimeter benutzt, in dem das Nahrungsmittel zu Asche verbrannt wird. Proteine, Kohlenhydrate und Fette werden dabei vollständig zu NO2, CO2 und H2O oxidiert. Für den physiologischen Brennwert wird vom Ergebnis der geschätzte Brennwert der verdauten Überreste abgezogen. Der per Kalorimeter ermittelte Wert ist die Energie, die bei Umsetzen des jeweiligen Stoffes mit Sauerstoff frei wird.
Der Brennwert der verdauten Überreste wird folgendermaßen geschätzt: Eine durchschnittliche Verdauung bei durchschnittlicher Ernährungsweise wird als Basis angenommen, dann wird der Teil der Exkremente, der von einem bestimmten Nahrungsmittel stammt, geschätzt. Ansonsten müsste man sämtliche darin enthaltenen Darmbakterien absondern (ca. 30 %) wie auch ebenfalls abgeschilferte Darmzellen. Dann könnte man den Rest im Kalorimeter verbrennen und den Wert vom physikalischen Brennwert des interessierenden Nahrungsmittels abziehen.
Der physiologische Brennwert ist nur ein grober Richtwert für Menschen. Es spielt das individuelle Verdauungssystem eine Rolle. Auch für einen einzelnen Menschen gelten keine allgemeinen Werte; das Verdauungssystem ist zeitlich wie auch nahrungsmittelspezifisch unterschiedlich effektiv. Zudem unterliegt die Zusammensetzung von Lebensmitteln zum Teil erheblichen natürlichen Schwankungen. Brennwertangaben stellen also nur eine grobe Annäherung an die im Einzelfall tatsächlich extrahierte spezifische Energie dar.
Ein extremes Beispiel zum Unterschied von thermischem und physiologischem Brennwert ist der Verzehr von Kohletabletten, die im Bombenkalorimeter einen sehr hohen Brennwert haben, aber aus dem menschlichen Körper unverdaut ausgeschieden werden.

## Bedeutung für den menschlichen Organismus
Energie gewinnt der menschliche Körper auf unterschiedliche Weise. Dabei spielen zunächst die Kohlenhydrate eine Rolle, die mit der Nahrung aufgenommen werden. Die Kohlenhydrateinheiten sind für Diabetiker wichtig. Die Angabe des Brennwerts von Lebensmitteln beachtet bestimmte Energieanteile nicht, wie beispielsweise die thermische Energie, die von der Temperatur abhängt. So kann der menschliche Körper aus Wasser keine für den Stoffwechsel direkt verwertbare Energie gewinnen. Dieses Lebensmittel hat daher für den Menschen unabhängig von der Temperatur immer einen Brennwert von null, obwohl warmes Wasser mehr Energie gespeichert hat als kaltes Wasser. Im Gegensatz dazu werden in der Kalorimetrie gerade diese Differenzen mit denselben Einheiten ausgedrückt, die beim physiologischen Brennwert verwendet werden.
Andere Lebewesen, beispielsweise Bakterien oder Wiederkäuer, können aus verschiedenen Nahrungsbestandteilen, die für den Menschen unverwertbar sind, Energie gewinnen, weil sich ihre Stoffwechselvorgänge von denen des Menschen unterscheiden. Diese Stoffe werden im menschlichen Verdauungssystem auch als Ballaststoffe bezeichnet. So ist Zellulose für den Menschen unverdaulich, hat für ihn also keinen Brennwert. Hingegen können Wiederkäuer mit Hilfe der Pansen-Mikroben aus Zellulose Energie für ihren Stoffwechsel gewinnen. Die Brennwertangaben auf Lebensmitteln sind daher immer nur im Bezug zu den Besonderheiten des menschlichen Stoffwechsels zu sehen.

## Begriff des Brennwerts in der Ernährungslehre
Der Begriff des Brennwerts für Lebensmittel ist nicht im direkten Wortsinn zu verstehen, denn Lebensmittel werden im Organismus nicht „verbrannt“. Der Begriff der Wärmemenge und des damit verknüpften Brennwerts entstand vor dem 20. Jahrhundert und diente dazu, den Energieumsatz primär von Dampfmaschinen durch Erwärmung von Wasser zu beschreiben. Zur Erwärmung dienen dabei Verbrennungsvorgänge (Oxidation) von entsprechenden Brennmaterialien wie Holz oder Kohle. Hingegen haben Lebewesen wie auch der Mensch eine gänzlich andere Art der Energiegewinnung als Dampfmaschinen: Lebensmittel werden nicht verbrannt und die thermische Ausdehnung zur Gewinnung einer mechanischen Arbeit ausgenutzt, sondern der Stoffwechsel in den Zellen wandelt sie in chemisch deutlich komplexeren Vorgängen um. Größtenteils laufen die Umwandlungen und Energiegewinnungen in mehreren, zeitlich versetzten Stufen ab; eine Abwärme fällt nur zu einem geringen Grad an. Auch ist der Wirkungsgrad dieser Energiegewinnung deutlich höher als bei der Umwandlung von thermischer Energie in mechanische Energie gemäß dem Carnot-Prozess – vor allem wenn man die geringe Temperaturdifferenz zwischen der Körpertemperatur von 37 °C und den üblichen Umgebungstemperaturen betrachtet.
Die ersten systematischen Untersuchungen zum physiologischen Brennwert von Nährstoffen wurden Ende des 19. / Beginn des 20. Jahrhunderts durchgeführt.
Bei einer katalytischen Oxidation (Verbrennung) stört der Wasseranteil nicht, denn der Heizwert wird berücksichtigt, er verringert lediglich den Anteil der oxidierbaren Masse. Deshalb ist beispielsweise der Nährwert eines Apfels mit seinem hohen Wasseranteil kleiner als der von Pommes frites.

## Kritik an Aussagekraft und Verwendung
Schon wegen der genannten Ungenauigkeiten ist umstritten, inwieweit der physiologische Brennwert überhaupt Aussagekraft besitzt, etwa für Diäten. Die Kritik in Kurzfassung: Schon der physikalische Brennwert für ein bestimmtes Lebensmittel fällt im Einzelfall höchst unterschiedlich aus, je nach Anbaubedingungen und Verarbeitung. So wurde in den 1980er Jahren in einem Lexikon der „Energiewert“ für Olivenöl (Fettgehalt 100 %) mit 900 kcal, bei Butter (Fettgehalt 81 %) jedoch nur mit 716 kcal je 100 Gramm angegeben. Rohes Hühnereiweiß hat demnach nur 47 kcal, Zucker 387 kcal. Die nach dem Verzehr über die Verdauung ausgeschiedenen Anteile sind nur geschätzt und variieren stark von Person zu Person. Der Rest wird im Körper nicht verbrannt, sondern auf vielfältigste Weise (oft unter Energiefreigabe) abgebaut und umgekehrt (unter Energieeinsatz) wieder neu zusammengesetzt, teils auch mit dem Urin ausgeschieden. Erhebliche Teile der Nahrung – wie zum Beispiel die Ergebnisse der Eiweißverdauung im Dünndarm – werden überhaupt nicht energetisch verwertet, sondern als Bausteine im Körper verwendet.
Alles zusammengenommen sei, so die Kritik, ein für jedermann gültiger, auch nur halbwegs plausibler physiologischer Brennwert überhaupt nicht wissenschaftlich herleitbar. Zudem sei auch der Energieverbrauch eines Menschen, etwa für bestimmte körperliche Tätigkeiten, von Fall zu Fall höchst unterschiedlich. In ihrer radikalsten Form lehnt diese Kritik jegliches „Kalorienrechnen“ als Quacksalberei bzw. Geschäftemacherei statt seriöser Wissenschaft ab.

## Energieumsatz
Die Energiemenge, die der menschliche Körper pro Tag bei völliger Ruhe zur Aufrechterhaltung seiner Funktion benötigt, wird als Grundumsatz bezeichnet. Als Richtwert kann man 100 kJ pro Tag und kg Körpermasse ansetzen, also täglich 7000 kJ (etwa 1,9 kWh) für einen 70 kg schweren Menschen – bei Frauen etwas weniger als bei Männern.
Der gesamte Energieumsatz (Grund- und Leistungsumsatz) hängt stark von der jeweiligen Person, ihrer Körpergröße, Kondition sowie körperlicher Aktivität und der Umgebungstemperatur ab. Bei körperlicher Belastung durch Sport oder körperlicher Arbeit kann sich dieser Wert in etwa verdoppeln. Extremwerte werden bei Spitzensportlern (z. B. Radfahrer während der Tour de France), bei Arbeiten mit extremem Bedarf an Thermoregulation (z. B. an Hochöfen) oder bei sonstigen, stark körperlich anstrengenden Tätigkeiten erreicht.
Den größten Anteil am Grundumsatz im menschlichen Körper haben Leber und Skelettmuskulatur mit je etwa 26 %, dann folgt das Gehirn mit 18 %, das Herz mit 9 % und die Nieren mit 7 %. Die restlichen 14 % entfallen auf den übrigen Organismus.

## Energiebedarf des Menschen
Der Energiebedarf richtet sich nach dem Energieumsatz, der je nach Alter, Geschlecht und anderen Faktoren variiert. So liegt laut der FAO der durchschnittliche Energiebedarf einer Frau im Alter zwischen 20 und 30 Jahren – bei einem Gewicht von 55 kg und einer moderaten körperlichen Aktivität – bei 10.090 kJ (2.410 kcal) pro Tag. Für einen Mann im Alter zwischen 20 und 25 – bei einem Gewicht von 68 kg und einer moderaten körperlichen Aktivität – liegt der tägliche Energiebedarf bei 13.000 kJ (3.105 kcal).

## Brennwerttabelle

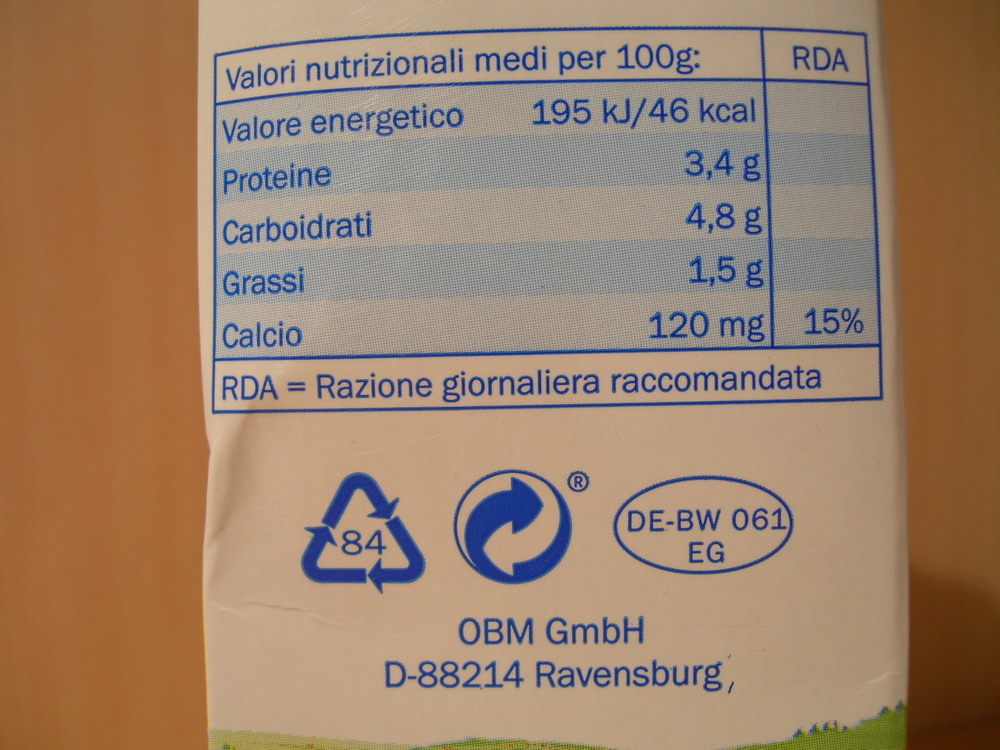
Tabelle auf einem deutschen Milchprodukt für den italienischen Markt

Es gibt unterschiedliche Tabellen, je nach Verarbeitungszustand der Lebensmittel. Die folgende Übersicht zeigt die Bandbreite aus unterschiedlichen Quellen.
| Nahrungsmittel                   | Brennwert        | Brennwert         |
| Nahrungsmittel                   | (in kJ / 100 g)  | (in kcal / 100 g) |
| -------------------------------- | ---------------- | ----------------- |
| Brot                             | 0795–1045        | 190–250           |
| Nudeln, Reis (ungekocht)         | 1465             | 350               |
| Kartoffeln, Mais, Bohnen, Linsen | 0315–630         | 075–150           |
| Linsen, getrocknet               | 1419             | 339               |
| Gemüse (roh)                     | 0105–167         | 025–40            |
| Fleisch (roh)                    | 0835–1130        | 200–270           |
| Fisch (roh)                      | 0335–835         | 080–200           |
| Wurst (Salami)                   | 1788             | 427               |
| Hühnerei                         | 0627             | 150               |
| Öle                              | 3430–3810        | 820–910           |
| Bienenhonig                      | 1390             | 332               |
| Kakao (schwach entölt)           | 1885             | 450               |
| Milch (abhängig vom Fettgehalt)  | 0193–268         | 046–64            |
| Cola/Limonade                    | 0188–250         | >45–60            |
| Fruchtsaft                       | 0167–230         | 040–55            |
| Bier (Pils)                      | 0151-180         | 036–43            |
| Wein (weiß / rot / Glüh-)        | 0289 / 327 / 440 | 069 / 78 / 105    |
| Obst/Beeren                      | 0188–272         | 045–65            |
| Banane                           | 0400             | 095               |
| Nüsse                            | 2090–2635        | 500–630           |
| Kuchen                           | 1255–1885        | 300–450           |
| Vollmilchschokolade              | 2345             | 560               |
| Fruchtgummi (Gummibärchen)       | 1255–1465        | 300–350           |
| Erdnussbutter                    | 2500             | 600               |

## Brennwertangaben in der Nährwertkennzeichnung der EU

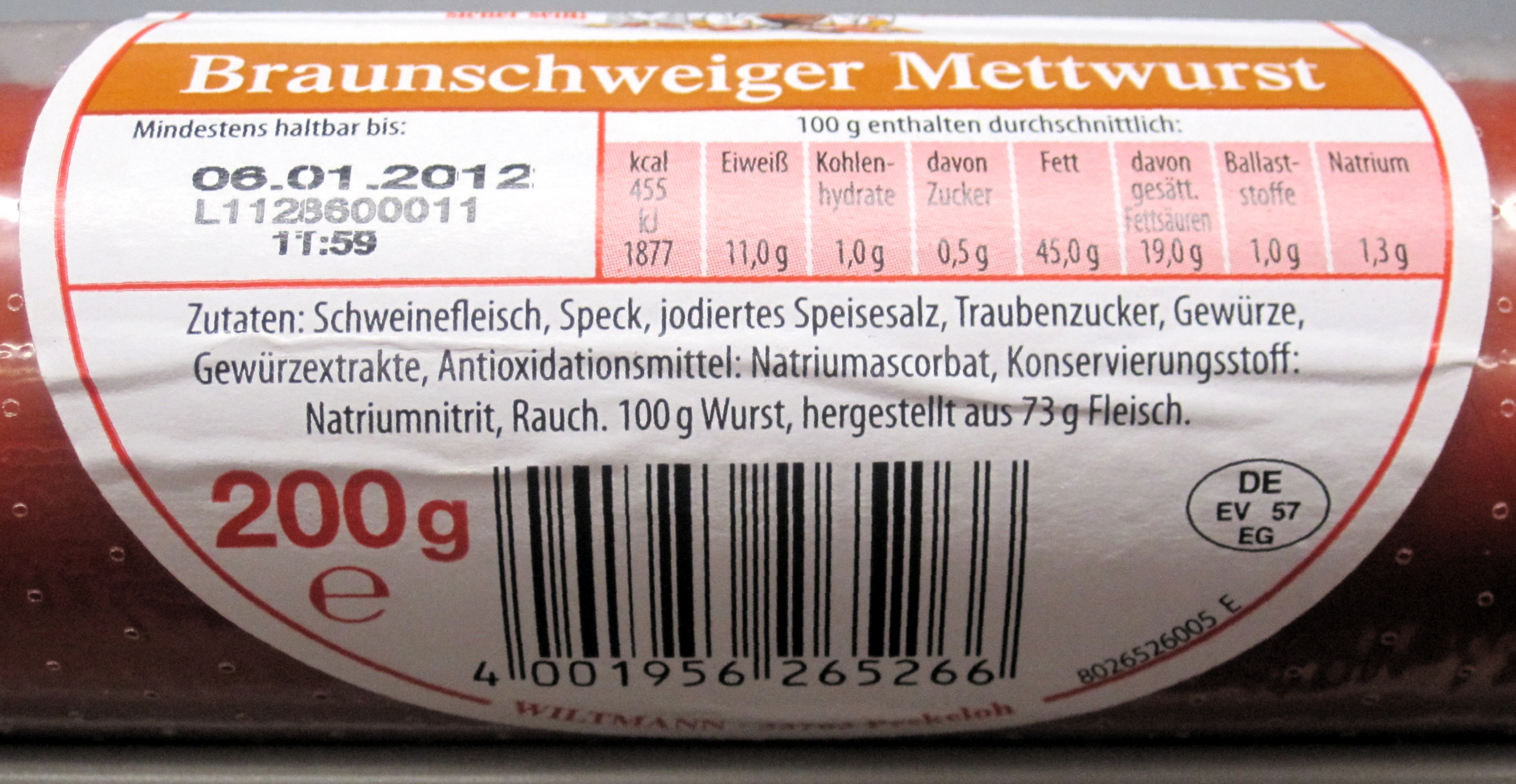
Nährwert-Information auf der Verpackung einer Mettwurst

Bei der Nährwertkennzeichnung der EU wird nicht der mit einem Bombenkalorimeter (s. o.) gemessene Brennwert eines Lebensmittels angegeben. Vielmehr werden die Brennwerte der Komponenten eines Lebensmittels (Fette, Kohlenhydrate, Proteine etc.) entsprechend ihrem Anteil addiert. Die Brennwerte der jeweiligen Komponenten (siehe Tabelle unten) sind in Verordnung (EU) Nr. 1169/2011 – Anhang XIV zu finden.
| Grundbestandteil                                                                          | Brennwert in kJ / g | Brennwert in kcal / g |
| ----------------------------------------------------------------------------------------- | ------------------- | --------------------- |
| Kohlenhydrate                                                                             | 17                  | 4                     |
| Mehrwertige Alkohole (Polyole)                                                            | 10                  | 2,4                   |
| Proteine                                                                                  | 17                  | 4                     |
| Fette                                                                                     | 37                  | 9                     |
| Ethanol (Alkohol)                                                                         | 29                  | 7                     |
| Organische Säuren                                                                         | 13                  | 3                     |
| Salatrims (brennwertgemindertes Fett, “short and long chain acyl triglyceride molecules”) | 25                  | 6                     |
| Ballaststoffe                                                                             | 8                   | 2                     |
| Erythritol (Zuckerersatzstoff)                                                            | 0                   | 0                     |

Man beachte, dass die beiden Werte jeweils getrennt gerundet sind und sich deshalb Verhältnisse von 4,0 (Ballaststoffe) bis 4,333 (organische Säuren) kJ/kcal ergeben. Die EU-Verordnung sieht außerdem vor, dass die Mengen an Fett, gesättigten Fettsäuren, Kohlenhydraten, Zucker, Eiweiß und Salz pro 100 g bzw. 100 ml angegeben werden müssen. Darüber hinaus können weitere Angaben gemacht werden, wie z. B. die Menge an einfach oder mehrfach ungesättigten Fettsäuren. Dabei ist die in Anhang XV festgelegte Reihenfolge einzuhalten.

## Negativer Brennwert
Von manchen Lebensmitteln, vor allem diversen Gemüse-Sorten, wird mitunter behauptet, einen negativen Brennwert zu haben, weil der Körper mehr Energie für die Verdauung verbrauche, als er ihnen entnehme. Tatsächlich bleibt der für die Nahrungsaufnahme und deren Verwertung zu betreibende Aufwand bei der Angabe von physiologischen Brennwerten definitionsgemäß völlig unberücksichtigt, da es sich um Bruttoangaben handelt. Insofern wird man keine Lebensmittel mit angegebenem negativem Brennwert finden, selbst wenn der energetische Nutzen im Einzelfall negativ sein sollte.
Als Beispiel für einen negativen Brennwert wird auch (getrunkenes) kaltes Wasser genannt, weil der Körper Energie zur Erwärmung auf die Körpertemperatur aufbringen müsse. Um einen Liter Leitungswasser von 12 °C auf 37 °C zu erwärmen, sind 105 kJ (25,08 kcal) erforderlich. Je nach Umgebungstemperatur und Aktivität muss diese Wärmemenge nicht notwendigerweise zusätzlich erzeugt bzw. kann stattdessen die Wärmeabgabe an die Umgebung reduziert werden, indem die Durchblutung der äußeren Hautschichten verringert wird (Thermoregulation).